# النسيان المحرض باسترجاع الذكريات
يُعرف النسيان المحرض باسترجاع الذكريات (بالإنجليزية Retrieval-induced forgetting) أنه ظاهرة متعلقة بالذاكرة، إذ تتسبب عملية التذكر بنسيان معلومات أخرى في الذاكرة، عُرفت هذه الظاهرة للمرة الأولى عام 1994، رغم أن مفهوم آر آي إف نوقش في فترة سابقة في سياق تثبيط استرجاع الذكريات.
عُرفت هذه الظاهرة من خلال تجربة ثلاثية المراحل، شملت هذه التجربة دراسة وتجريب بعض المواد المدروسة، وإجراء اختبار نهائي لجميع هذه المواد. تستخدم هذه التجارب أيضًا عدة أنماط من الاختبارات النهائية، بما فيها القيام باسترجاع الذكريات اعتمادًا على إشارات تصنيفية فقط، واسترجاع الذكريات باستخدام التصنيفات وجذور الكلمات، واختبارات التعرف. يمكن إنتاج التأثير الناجم عن استخدام عدة أنواع من المواد الدراسية في ظروف المجموعة، وينقص هذا التأثير في مجموعات سريرية محددة.
رغم حدوث آر آي إف نتيجةً للتذكر الواعي الناجم عن استرجاع الذاكرة الصريحة، يُعتقد أن النسيان الحقيقي يحدث ضمنيًا، أي تحت مستوى الوعي.
يستمر ممارسو علم النفس المعرفي بالجدل حول سبب حدوث النسيان المحرض باسترجاع الذاكرة، وكيف يرتبط بصورة أشمل بالذاكرة والمعرفة العامة. يختلف الباحثون بشكل خاص في تفسير حدوث النسيان، هل هو ناجم عن عملية تثبيط فعالة للمعلومات؟ أو أنه بسبب تداخل معلومات أخرى مع الذاكرة؟ يُعتبر التثبيط المترافق مع آر آي إف شكلًا مشابهًا للتثبيط الجسدي. ارتبط آر آي إف أيضًا باستراتيجيات استرجاع الذاكرة، حيث تبين أن عرقلة هذه الاستراتيجيات يؤثر في هذه الظاهرة.

## الأبحاث السابقة والمرتبطة
رغم أن مصطلح «النسيان المحرض باسترجاع الذكريات» استخدم للمرة الأولى عام 1994، وصف في مراجعة سابقة أجراها البروفيسور روبرت ألين جورك بشأن تثبيط الذكريات التي تنشط دون أن يكون لها ارتباط مع حالة معطاة. وصف جورك دراسةً أجراها كل من نيلي Neely ودورغونغلو Durgunoğlu  اللذان اكتشفا انخفاض سرعة المشاركين في التعرف على الكلمات عندما تُعرض عليهم كلمات مرتبطة بها قبلها مباشرةً. افترض الباحثون أن المشاركين في الحقيقة يحاولون كبح الكلمات المرتبطة خلال قيامهم بالتعرف، إذ أنها شكلت معلومات غير متصلة بالموضوع وغير مفيدة في إتمام مهمة التعرف.
يشابه النسيان المحرض باسترجاع الذكريات ظواهر الذاكرة الأخرى. يمكن مقارنته بالإشارات المحددة جزئيًا إذ يظهر كلاهما انخفاضًا في أداء الذاكرة عند إعطائها بعض المعلومات المدروسة مسبقًا. في أحد الأمثلة عن الإشارة المحددة جزئيًا، طُلب من الناس تذكر ما يمكنهم من أسماء الولايات الأميركية، استطاع هؤلاء تذكر عدد أكبر من الأسماء مقارنةً مع القسم الذي عُرض عليه بعض الأسماء مسبقًا. إن حصولك على جزء من المعلومات التي يجب عليك تذكرها يسيء إلى قدرتك على التذكر. يرتبط آر آي إف أيضًا بالنسيان العائد إلى تبدلات في بيئة الفرد، إذ يكون النسيان هنا تلقائيًا دون وعي بحدوثه. يعد تداخل النتائج ظاهرةً مرتبطة بالنسيان المحرض بالاسترجاع، حيث قد يؤدي تكوين كلمات تابعة لتصنيفات معينة مثل الفواكه إلى جعل كلمات أخرى من ذات التصنيف صعبة التذكر، أو تسبب حدوث ظاهرة المداومة (المواظبة)، إذ يكرر المشاركون كلمات تذكروها مسبقًا.

## النموذج التحليلي لممارسة الاسترجاع
ظهر آر آي إف في تجارب النماذج التحليلية الخاصة بممارسة الاسترجاع، مع تعليمات دقيقة وإجراءات تختلف قليلًا بين تجربة وأخرى. استخدمت كتيبات للتحفيز وإتمام الاختبار في النسخة الأصلية من التجربة. وتلا ذلك استخدام برمجيات حاسوبية مثل برنامج ميكروسوفت بوربوينت أو إي-برايم. تشمل التجربة عادةً إجراء مرحلة الدراسة، ومرحلة ممارسة الاسترجاع، ومرحلة الاختبار.

### مرحلة الدراسة
في مرحلة الدراسة، يُطلب من المشاركين دراسة أزواج من الكلمات التي تحوي اسمًا تصنيفيًا، وكلمةً تنتمي إلى ذلك التصنيف، على سبيل المثال: فاكهة-برتقال. تُستخدم عادةً أزواج من الكلمات تنتمي إلى عدة تصنيفات، فلنقل مثلًا 48 مفردةً تنقسم بتساوٍ إلى ثمانية أبواب. قد يدرس المشاركون أمثلة مشابهة لما يلي:
معدن-حديد
شجرة-القضبان
معدن-فضة

شجرة-الدردار

### مرحلة ممارسة الاسترجاع
يشمل الاختبار مجموعةً فرعيةً من المفردات، ويتبع طريقة ملء الفراغات. لاختبار مفردة معينة، يظهر للمشارك اسم أحد التصنيفات وأول حرفين من كلمة درسها في المرحلة السابقة وتنتمي إلى هذا التصنيف (مثال: معدن-حد_____). يطلب من المشاركين ملء الفراغات بالكلمات المدروسة المناسبة التي تنتمي للتصنيف. سيقوم المشاركون عادةً بممارسة عملية تذكر المفردات مرات عديدة.
تقسم مرحلة ممارسة الاسترجاع المفردات إلى ثلاثة أنواع مختلفة تجذب الانتباه خلال الاختبار النهائي، ويشار إليها غالبًا باستخدام الرموز التالية:
- العناصر التي سبق التدرب عليها (ممارسة الاسترجاع مع وجود عناصر مدروسة «آر بّي + عناصر»): هي كلمات مدروسة يحاول المشارك تذكرها خلال ممارسة الاسترجاع.
- العناصر المرتبطة بالتصنيف دون وجود تدريب سابق عليها (ممارسة الاسترجاع دون وجود عناصر مدروسة «آر بّي - العناصر»): هي كلمات مدروسة لم يتدرب عليها المشاركون، لكنها مرتبطة (بالتصنيف) بكلمات تدربوا عليها سابقًا.
- العناصر غير المرتبطة غير المتدرب عليها (إن آر بّي العناصر): كلمات مدروسة تعود لتصنيفات لم يتدرب عليها المشاركون. لا ترتبط هذه التصنيفات عادةً بالتصنيفات التي تدربوا عليها سابقًا. تفيد هذه العناصر باعتبارها مقياسًا قاعديًا للمقارنة مع العناصر المرتبطة دون وجود تدريب سابق.

### مرحلة الاختبار
بعد القيام بممارسة الاسترجاع، يخضع المشاركون للاختبار النهائي، إذ يطلب منهم تذكر كافة العناصر المدروسة. تهدف هذه المرحلة إلى تقييم مدى التأثير الإيجابي لممارسة الاسترجاع على تذكر الكلمات المرتبطة دون وجود تدريب سابق مقارنةً مع الكلمات غير المرتبطة دون وجود تدريب سابق. يقاس النسيان المحرض باسترجاع الذكريات بناءً على الفرق بين نسبة العناصر المذكورة بين هذين النوعين.
في اختبار تصنيف-إشارة، يظهر تصنيف مدروس واحد كل مرة، ويُطلب من المشارك تذكر كل العناصر المدروسة المرتبطة بهذا التصنيف. رغم وجود وقت محدد لكل تصنيف، يتنوع هذا التوقيت بين الدراسات. على سبيل المثال، في دراسة أجراها أندرسون وزملاؤه عام 1994، مُنح المشاركون 30 ثانية لكل إشارة تصنيفية (علمًا أن هناك 6 كلمات في كل تصنيف، وهذا يعني أن المشارك لديه بالمتوسط 5 ثوان لتذكر كل عنصر). استخدمت باقي الدراسات مدة أطول.
اختبارات الإشارات التصنيفية المدعومة بجذر الكلمة: يُضاف هنا جذر الكلمة إلى إشارة التصنيف. يعطى المشاركون عادةً عددًا محددًا من الأحرف تطابق كلمة مدروسة محددة من التصنيف. يُمنح المشاركون وقتًا أقل للاستجابة مقارنةً مع اختبارات إشارات التصنيف السابقة لأن هذه الإشارات نوعية لكلمة محددة. يتنوع زمن الاستجابة بين دراسة وأخرى، لكن العديد من الدراسات اعتمدت مدة 10 ثوان، رغم أن البعض الآخر حدد مدة 3 ثوان للاستجابة. تشمل اختبارات إشارات التصنيف المدعومة بجذر الكلمة الحرف الأول من الكلمة فقط، ولكن بعضها قد يشمل أحرفًا متعددة.
لا تتطلب اختبارات التعرف استحضار كلمة من الذاكرة. وبدلًا من ذلك، يرى المشاركون أمامهم حرفيًا كلمةً ما، ويطلب منهم تذكر ظهورها في مرحلة الدراسة. تُظهر اختبارات التعرف عادةً كل الكلمات المدروسة وعددًا من الكلمات غير المدروسة، التي تدعى الكلمات الخادعة. يقيس الباحثون عدد العناصر الصحيحة التي يتعرف عليها المشاركون، وعدد المرات التي يتعرفون بها على كلمات خادعة بشكل خاطئ. يمثل الفرق بين هاتين النسبتين مقياسًا إحصائيًا لقدرة الفرد على التمييز بين العناصر المدروسة وغير المدروسة، استخدم هذا المقياس في تمثيل النسيان المحرض باسترجاع الذكريات. يستخدم زمن الارتكاس أيضًا في تمثيل آر آي إف، إذ يُعتقد أن زمن الارتكاس الأبطأ يعبر عن ازدياد في النسيان المحرض باسترجاع الذكريات بسبب صعوبة التعرف على العناصر المدروسة.